# Chứng rối loạn thiếu tự nhiên

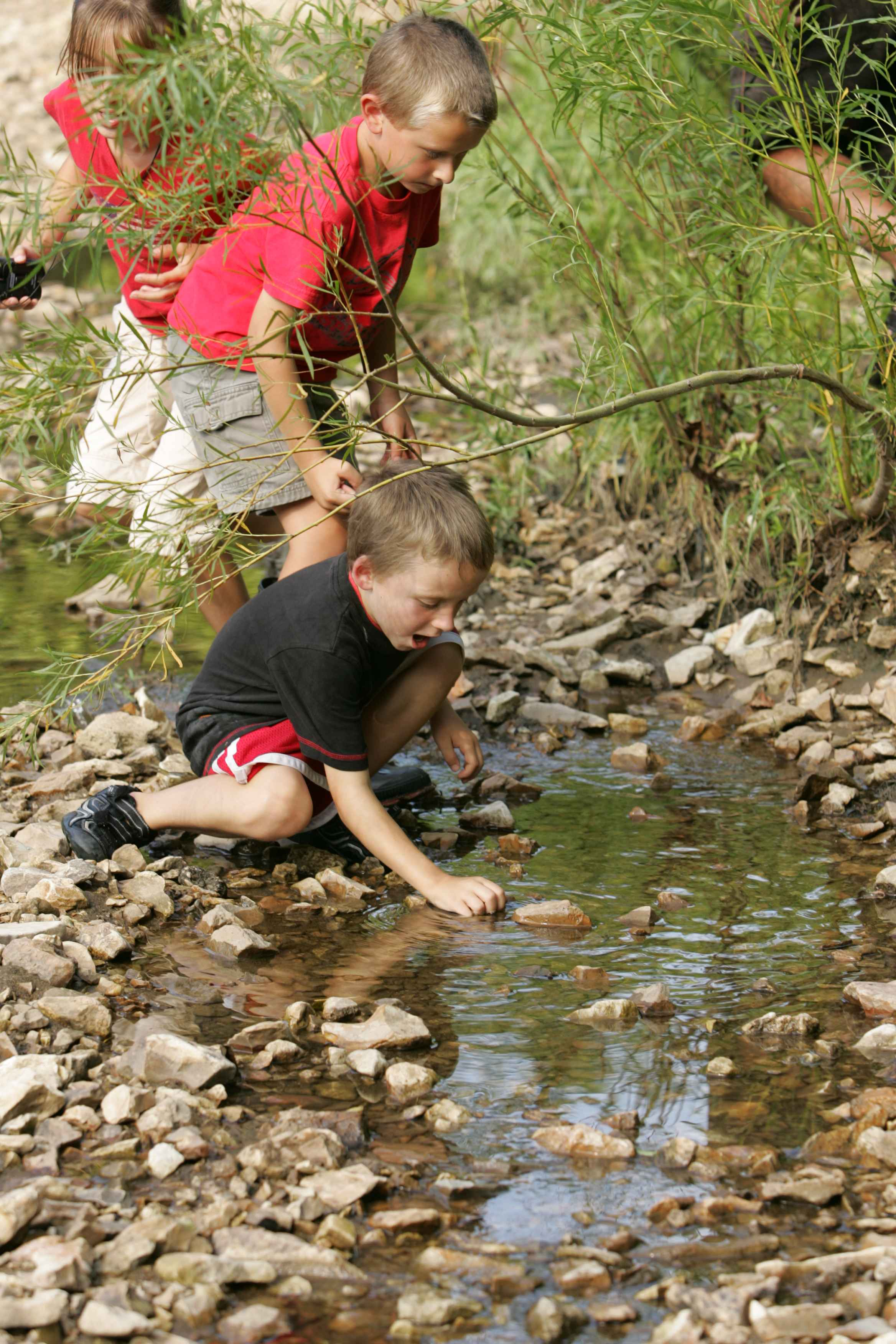
Trẻ em chơi ở suối

Chứng rối loạn thiếu tự nhiên được cho là khi con người, đặc biệt là trẻ em, đang dành rất ít thời gian ở ngoài trời và sự thay đổi này được cho là dẫn đến một loạt các vấn đề về hành vi. Chứng rối loạn này không được ghi nhận lại trong bất kỳ sách hướng dẫn y tế nào về rối loạn tâm thần, chẳng hạn như ICD-10  hoặc DSM-5.
Richard Louv tuyên bố rằng những nguyên nhân gây ra chứng rối loạn thiếu hụt tự nhiên là bao gồm nỗi sợ hãi của cha mẹ, cho trẻ em hạn chế tiếp cận các khu vực tự nhiên và đặc biệt là sự thu hút của các thiết bị điện tử.
Phát biểu này đã bị chỉ trích là một chẩn đoán sai lầm nhằm che lấp và xử lí sai các vấn đề gốc rễ về cách thức và lý do tại sao trẻ em không dành đủ thời gian ngoài trời và trong thiên nhiên.  

## Nghiên cứu
Richard Louv đã dành mười năm để đi khắp Hoa Kỳ, báo cáo và nói chuyện với các bậc cha mẹ và trẻ em, ở cả nông thôn và thành thị, về những trải nghiệm của họ trong tự nhiên. Ông lập luận rằng việc đưa tin giật gân, làm quá mọi vấn đề của các phương tiện truyền thông và sự hoang tưởng, sợ sệt của chính các bậc cha mẹ đã "khiến trẻ em sợ hãi ngay lập tức ra khỏi rừng và cánh đồng", đồng thời thúc đẩy một nền văn hóa tôn giáo sợ hãi như là ủng hộ các môn thể thao trung đoàn "an toàn" hơn là trò chơi giàu trí tưởng tượng. 
Tuy vậy, chứng rối loạn thiếu hụt tự nhiên không được công nhận bởi các cộng đồng y tế và nghiên cứu.

## Nguyên nhân
- Cha mẹ giữ trẻ trong nhà để tránh nguy hiểm cho trẻ. Richard Louv tin rằng chúng ta có thể đang bảo vệ trẻ em quá đến mức nó đã trở thành một vấn đề và phá vỡ khả năng kết nối với thiên nhiên của đứa trẻ. Tiến sĩ Rhonda Clements, từ Cao đẳng Manhattanville, đã khảo sát 800 bà mẹ lớn lên trong những năm 2000 và hỏi về thời gian họ đã dành cho thiên nhiên khi còn nhỏ; 76% các bà mẹ cho biết họ ở ngoài trời hàng ngày từ Thứ Hai đến Chủ Nhật, nhưng khi câu hỏi tương tự được hỏi về con cái của họ, chỉ có 26% cho biết, con của họ dành thời gian ở ngoài trời hàng ngày (Clements, 2004). Khi được hỏi tại sao con cái họ không thích chơi ngoài trời thường xuyên, các bậc cha mẹ nói rằng sự an toàn, thương tích và sợ tội phạm là những lý do khiến con họ hạn chế chơi nhiều hơn ở ngoài trời (Clements, 2004). Mặc dù phần lớn thế hệ này, cùng với thế hệ trước chơi ngoài trời khi còn nhỏ, tác động của họ đến môi trường là bất lợi và đáng kể nhất. Điều này có thể là do chúng lớn lên trong thời kỳ không tồn tại sự suy thoái, bảo tồn và/hoặc biến đổi khí hậu của môi trường.[cần dẫn nguồn] Nỗi sợ hãi ngày càng tăng của phụ huynh về "mối nguy hiểm từ người lạ" được thúc đẩy bởi các phương tiện truyền thông, giữ trẻ ở trong nhà và sử dụng máy tính hơn là khám phá ngoài trời. Louv tin rằng đây có thể là nguyên nhân hàng đầu gây ra chứng rối loạn thiếu hụt tự nhiên, vì cha mẹ có nhiều quyền kiểm soát và ảnh hưởng đến cuộc sống của con cái họ.[cần dẫn nguồn]
- Mất môi trường xung quanh tự nhiên trong khu phố và thành phố của trẻ. Nhiều công viên và khu bảo tồn thiên nhiên đã hạn chế ra vào và các biển báo "không đi ra khỏi đường mòn". Các nhà bảo vệ môi trường và người hướng dẫn thêm vào những điều hạn chế, nói với trẻ em "nhìn không chạm vào". Trong khi họ đang bảo vệ môi trường tự nhiên, Louv đặt câu hỏi về chi phí của việc bảo vệ đó đối với mối quan hệ của con cái chúng ta với thiên nhiên.
- Tăng nhiều thời gian hơn ở bên trong. Với sự ra đời của máy tính, trò chơi điện tử và truyền hình, trẻ em ngày càng có nhiều lý do để ở lại trong nhà — trung bình trẻ em Mỹ hiện dành 44 giờ mỗi tuần cho các phương tiện điện tử.

## Các hiệu ứng

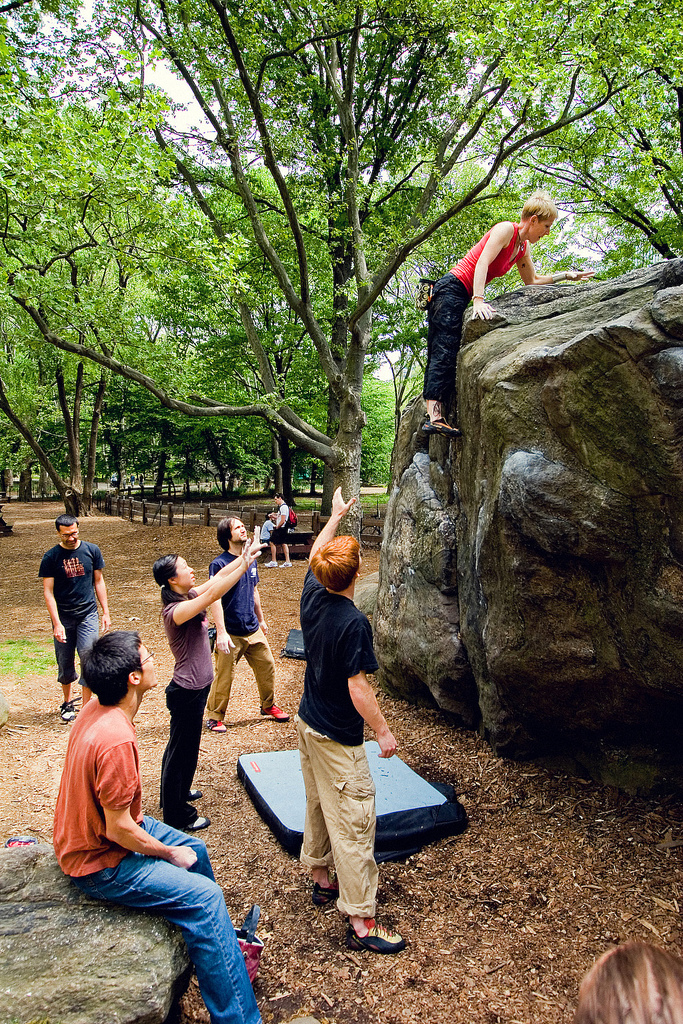

Bởi vì rối loạn thâm hụt bản chất không có nghĩa là một chẩn đoán y tế (và không được công nhận là một), các nhà nghiên cứu chưa đánh giá tác động của rối loạn thiếu hụt tự nhiên. Tuy nhiên, Richard Louv sử dụng thuật ngữ này để chỉ ra một số tác động tiêu cực của việc dành ít thời gian hơn trong tự nhiên:
- Trẻ em giảm thiểu sự tôn trọng cho môi trường xung quanh tự nhiên của chúng. Louv tin rằng ảnh hưởng của rối loạn thiếu hụt tự nhiên đối với con cái chúng ta sẽ là một vấn đề còn lớn hơn trong tương lai. "Khoảng ba thập kỷ qua, tốc độ gia tăng nhanh chóng giữa trẻ em và trải nghiệm trực tiếp trong tự nhiên... có ý nghĩa sâu sắc, không chỉ đối với sức khỏe của các thế hệ tương lai mà còn đối với sức khỏe của chính Trái Đất". Những tác động từ rối loạn thiếu hụt tự nhiên có thể dẫn đến thế hệ đầu tiên có nguy cơ có tuổi thọ ngắn hơn cha mẹ của chúng.[5]
- Rối loạn chú ý và trầm cảm có thể phát triển. "Đó là một vấn đề bởi vì những đứa trẻ không có thời gian tự nhiên dường như dễ bị lo lắng, trầm cảm và các vấn đề về thiếu tập trung". Louv gợi ý rằng đi ra ngoài và ở một nơi yên tĩnh và yên tĩnh có thể giúp ích rất nhiều. Theo một nghiên cứu của Đại học Illinois, tương tác với thiên nhiên làm giảm các triệu chứng ADD ở trẻ em.[6] Theo nghiên cứu này, "tiếp xúc với môi trường tự nhiên bình thường trong quá trình các hoạt động chung sau giờ học và cuối tuần có thể có hiệu quả rộng rãi trong việc giảm các triệu chứng thiếu chú ý ở trẻ em".[7] Lý thuyết phục hồi sự chú ý phát triển ý tưởng này hơn nữa, cả trong ngắn hạn phục hồi khả năng của một người và khả năng lâu dài để đối phó với căng thẳng và nghịch cảnh.
- Louv tuyên bố rằng "các nghiên cứu về học sinh ở California và trên toàn quốc cho thấy rằng các trường sử dụng lớp học ngoài trời và các hình thức giáo dục trải nghiệm khác tạo ra kết quả đáng kể cho học sinh trong các môn xã hội học, khoa học, ngữ văn và toán".[8]
- Trong một cuộc phỏng vấn trên Public School Insight, Louv đã nêu một số tác động tích cực của việc điều trị chứng rối loạn thiếu hụt tự nhiên, "mọi thứ từ tác động tích cực đến khoảng cách chú ý đến giảm căng thẳng đến sáng tạo, phát triển nhận thức, cảm giác kỳ diệu và kết nối với Trái Đất". Các nhà nghiên cứu và các nhà y học đã không xác nhận những tác dụng này.
- Mối quan hệ giữa thời gian tiếp xúc với ánh sáng mặt trời (khi ở ngoài trời) và tỷ lệ mắc bệnh cận thị thấp hơn đã được quan sát thấy.[9][10]

## Tổ chức
Mạng lưới Trẻ em & Thiên nhiên được thành lập nhằm khuyến khích và hỗ trợ những người và tổ chức làm việc để kết nối trẻ em với thiên nhiên. Richard Louv là người đồng sáng lập Mạng lưới Trẻ em & Thiên nhiên.
Tổ chức No Child Left Inside Coalition hoạt động để đưa trẻ em ra ngoài và học tập tích cực. Họ hy vọng sẽ giải quyết được vấn đề rối loạn thâm hụt thiên nhiên. Hiện họ đang thực hiện Đạo luật Không trẻ em bị Bỏ lại Bên trong, đạo luật này sẽ tăng cường giáo dục môi trường trong trường học. Liên minh tuyên bố vấn đề rối loạn thiếu hụt tự nhiên có thể được giải quyết bằng cách "kích thích sự quan tâm của học sinh đối với hoạt động ngoài trời" và khuyến khích các em khám phá thế giới tự nhiên trong cuộc sống của chính mình.
Tại Colombia, OpEPA (Organisation para la Educación y Protección Ambiental) đã làm việc để tăng thời gian ở ngoài trời kể từ năm 1998. Sứ mệnh của OpEPA là kết nối lại trẻ em và thanh thiếu niên với Trái Đất để các em có thể hành động có trách nhiệm với môi trường. OpEPA hoạt động bằng cách liên kết ba cấp độ giáo dục: trí tuệ, kinh nghiệm và cảm xúc / tinh thần vào các trải nghiệm ngoài trời. Phát triển và đào tạo các nhà giáo dục trong việc sử dụng phương pháp học tập dựa trên tìm hiểu, học qua trò chơi và giáo dục trải nghiệm là một thành phần quan trọng để trao quyền cho các nhà giáo dục tham gia vào giáo dục thiên nhiên.

## Phê bình
Elizabeth Dickinson, một giáo sư giao tiếp kinh doanh tại Đại học Bắc Carolina ở Chapel Hill, đã nghiên cứu rối loạn thâm hụt thiên nhiên thông qua một nghiên cứu điển hình tại Hệ thống Rừng Bang Giáo dục Bắc Carolina (NCESF), một chương trình giáo dục bảo tồn rừng. Dickinson lập luận rằng chính những gì mà câu chuyện của Louv còn thiếu là nguyên nhân ngăn cản chứng rối loạn thiếu hụt thiên nhiên ảnh hưởng đến sự thay đổi có ý nghĩa. Cô cho rằng các vấn đề được mô tả bởi rối loạn thiếu hụt tự nhiên không phải do thiếu trẻ em bên ngoài hoặc trong tự nhiên, mà là do "tâm lý và tập quán văn hóa rối loạn chức năng" của chính người lớn. Theo Dickinson, "trong trường hợp không có sự kiểm tra văn hóa sâu sắc hơn và các thực hành thay thế, [rối loạn thâm hụt thiên nhiên] là một chẩn đoán sai - một diễn ngôn môi trường đương đại có vấn đề có thể che khuất và điều trị sai vấn đề."
Dickinson đã phân tích ngôn ngữ và bài diễn thuyết được sử dụng tại NCESF (thông điệp của các nhà giáo dục, tài liệu giáo dục và chương trình giảng dạy, thông điệp dịch vụ rừng và văn học, và chính các khu rừng) và so sánh chúng với cuộc thảo luận của Louv về rối loạn thâm hụt thiên nhiên trong các bài viết của ông. Cô kết luận rằng cả Louv và NCESF (cả hai đều ủng hộ nhau một cách lỏng lẻo) duy trì ý tưởng có vấn đề rằng con người ở ngoài tự nhiên và họ sử dụng các kỹ thuật có vẻ như để trẻ em kết nối nhiều hơn với thiên nhiên nhưng điều đó có thể không. 

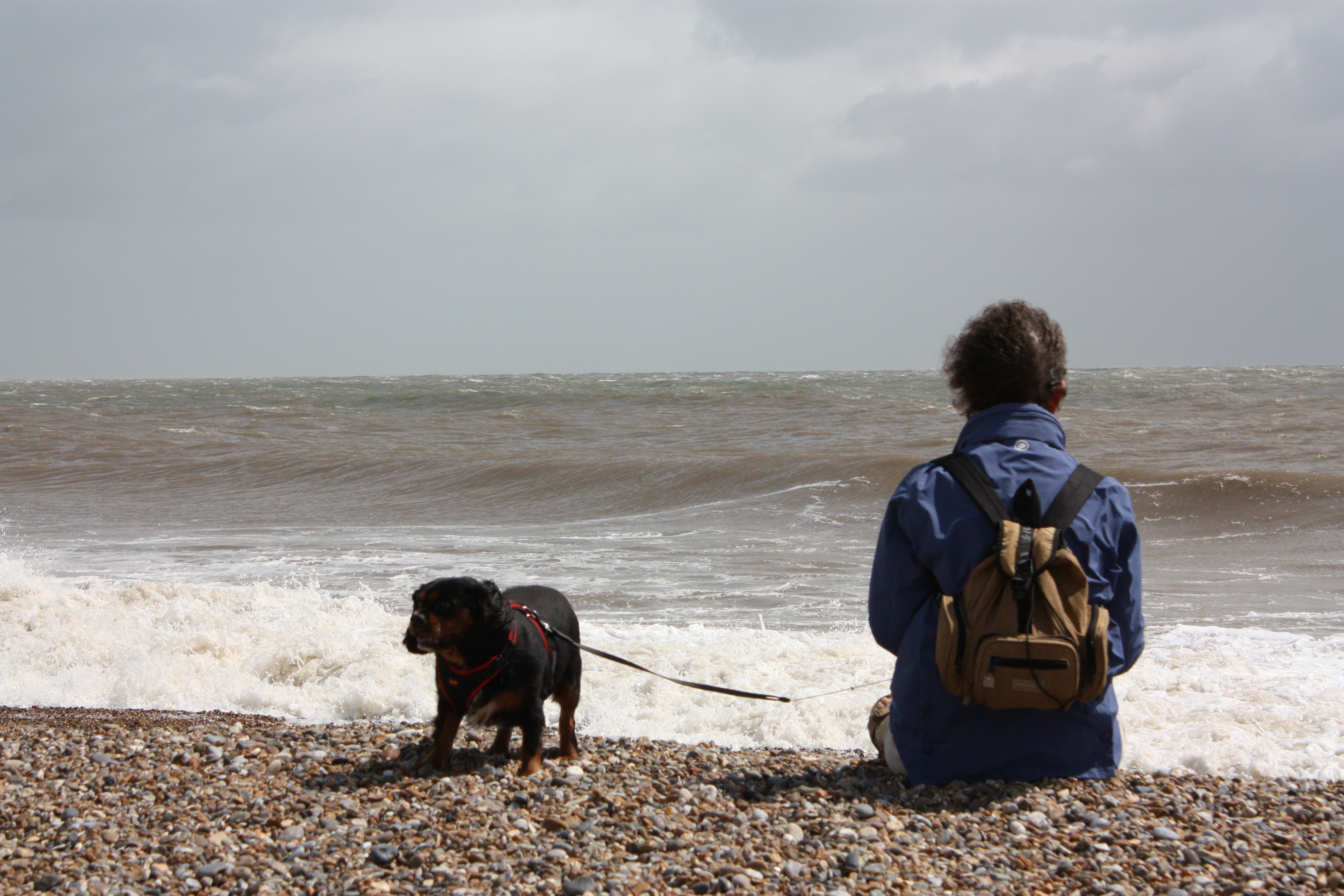

Cô ấy đề nghị làm rõ rằng sự tách rời của văn hóa hiện đại với tự nhiên đã xảy ra dần dần theo thời gian, thay vì gần đây. Dickinson cho rằng nhiều người lý tưởng hóa tuổi thơ của chính mình mà không cảm thấy chứng rối loạn chức năng đã tồn tại qua nhiều thế hệ. Cô cảnh báo không nên xem cách chữa trị chứng rối loạn thiếu hụt tự nhiên như một thực thể bên ngoài: "thiên nhiên". Thay vào đó, Dickinson nói rằng con đường tự đánh giá nội tâm "với tự nhiên" (chứ không phải "trong tự nhiên") và cùng với dành nhiều thời gian có ý nghĩa cho tự nhiên là chìa khóa để giải quyết các vấn đề xã hội và môi trường mà rối loạn thiếu hụt bản chất là một triệu chứng. Ngoài ra, bà ủng hộ việc cho phép giáo dục về thiên nhiên thực hiện như một phương pháp sư phạm tình cảm thay vì chủ yếu là khoa học, cũng như trải nghiệm thiên nhiên như trước khi gọi tên cho mọi thứ.